# 维普斯人

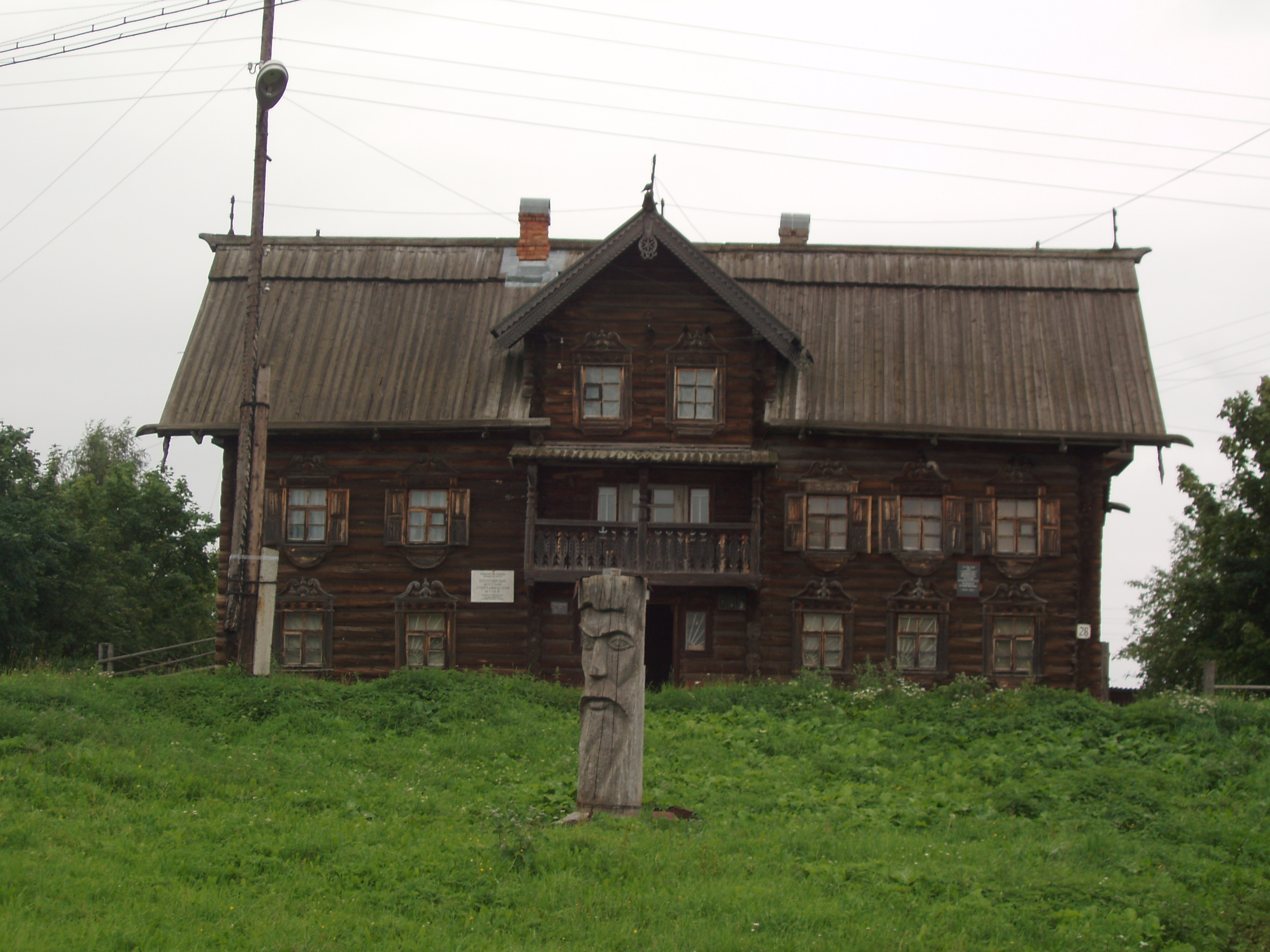
卡累利阿共和國的维普斯族博物館

维普斯人（复数）是指講维普斯语的波罗的芬兰人。此語言屬於的烏拉爾語系的芬蘭語支。维普斯人在不同的方言中被稱為vepslaine、bepslaane，以及流行於奧涅加湖西南面的北方方言lüdinik或lüdilaine。根據2002年的一份人口普查，在俄羅斯境內共有8,240名维普斯人。而在烏克蘭的281名维普斯人之中，僅有11位會說维普斯語。在芬蘭，以尤金·霍爾曼對维普斯族的研究成就最為突出。西方维普斯人一直都保持著自己的語言和文化。現在，幾乎所有的维普斯人會說流利的俄語，而多數的年輕一代則不會說自己的母語。

## 扩展阅读
- Kurs, Ott. . Nationalities Papers. March 2001, 29 (1): 69–83. doi:10.1080/00905990120036385.